# (4800) Veveri
(4800) Veveri est un astéroïde de la ceinture principale.

## Description
(4800) Veveri est un astéroïde de la ceinture principale. Il fut découvert le 9 octobre 1989 à La Silla par Henri Debehogne. Il présente une orbite caractérisée par un demi-grand axe de 3,01 UA, une excentricité de 0,11 et une inclinaison de 10,3° par rapport à l'écliptique.

## Compléments